# Yash Johar
Yash Johar (ur. 6 września 1929 w Amritsarze, zm. 26 czerwca 2004  w Mumbaju) – indyjski producent filmowy, założyciel filmy produkcyjnej Dharma Productions, ojciec reżysera Karana Johara.
Karierę zaczynał we wczesnych latach 60, współpracując m.in. z Sunilem Duttem i Devem Anandem. W 1976 założył własną firmę produkcyjną, Dharma Productions, w krótkim czasie zdobywając znaczącą pozycję na bollywoodzkim rynku filmowym. Do największych zasług Yasha Johara zaliczyć należy wprowadzenie do hinduskiej kinematografii nowego wątku – historii więzów rodzinnych.
W 1999 Yash Johar zdobył statuetkę Filmware Awards (indyjski odpowiednik Oscarów) za film Coś się dzieje. Był również odpowiedzialny za produkcję filmu Czasem słońce, czasem deszcz (2001).
Yash Johar zmarł w Mumbaju w wieku 74 lat, w wyniku powikłań związanych z zapaleniem płuc.

## Wybrana filmografia
- Dostana (1980)
- Duniya (1984)
- Agneepath (1990)
- Coś się dzieje (1998)
- Czasem słońce, czasem deszcz (2001)
- Gdyby jutra nie było (2003)